# Шивон Фахи
Шивон Фахи (на английски: Siobhan Fahey), родена на 10 септември 1958 г., е ирландска певица и авторка на песни.
Най-известна е като съосновател и член на популярната група „Бананарама“ и като лидер на синтпоп дуото „Шекспирс Систър“.

## Младежки години
Родена е в Дъблин, Ирландия. През младежките си години се премества в Лондон, където започва музикалната си кариера.

## Кариера
През 1981 г. съосновава групата „Бананарама“ заедно със Сара Далин и Керен Удуърд. Групата бързо става популярна и постига големи успехи с хитове като Venus, Cruel Summer и Love in the First Degree. През 1988 г. Фахи напуска „Бананарама“ след разногласия с останалите членове на групата.
След напускането на „Бананарама“ Шивон Фахи основава синтпоп дуото „Шекспирс Систър“ заедно с Марсела Детройт. Дуото постига голям успех с албума си Hormonally Yours (1992), който включва хитове като Stay и Hello (Turn Your Radio On).
През годините Шивон Фахи продължава да сътрудничи с различни артисти и издава солови албуми.

## Личен живот
Шивон Фахи е била в брак с китариста Дейв Стюърд от „Юритмикс“, с кого имат двама сина – Самуел и Джанго Джеймс.

## Дискография

### С „Бананарама“
- Deep Sea Skiving (1983)
- Bananarama (1984)
- True Confessions (1986)
- Wow! (1987)
- Pop Life (1991)

### С „Шекспирс Систър“
- Sacred Heart (1988)
- Hormonally Yours (1992)
- #3 (2004)
- Songs From The Red Room (2009)
- Ride Again (2019)

### Солови албуми
- The MGA Sessions (2005)